# Efterklang
Efterklang ist eine dänische Indie-Rock-Band. Die im Jahr 2000 gegründete Band besteht aus den drei Kindheitsfreunden Mads Brauer, Casper Clausen und Rasmus Stolberg. Bei Liveauftritten sind häufig zusätzliche Musiker wie Peter Broderick (u. a. Piano, Gitarre, Violine), Tatu Rönkkö (Schlagzeug), Katinka Fogh Vindelev (Piano, Gesang) oder auch ganze Symphonieorchester dabei.

## Geschichte
Ihr Song Under Giant Trees war 2007 für zwei Wochen ein Nummer-eins-Hit in Dänemark. Weitere Chartplatzierungen konnte die Band bisher mit ihrer Single Springer und den Alben Magic Chairs und Piramida verzeichnen.
Im Jahr 2009 spielte die Band unter anderen auf dem Bestival, im Folgejahr dann unter anderen auf dem Immergut Festival und dem Haldern Pop Festival. Auf dem Roskilde-Festival sind sie ebenfalls 2010 aufgetreten, nachdem sie dort bereits in den Jahren 2005 und 2008 aufgetreten sind.
Die schwedische Sängerin Josefine Lindstrand arbeitete mit Efterklang auf den Alben Under giant trees und Parades zusammen; das Andromeda Mega Express Orchestra half bei Piramida aus. Der französische Regisseur Vincent Moon drehte über Efterklang die 50-minütige Dokumentation An Island, welche unter anderem auf DVD veröffentlicht worden ist.
Nachdem Efterklang anderthalb Jahre live mit dem finnischen Perkussionisten Tatu Rönkkö auftraten, entstand ihr neues Bandprojekt Liima Anfang 2015.

## Diskografie
- 2003: Springer (Mini-Album; Rumraket, The Leaf Label)
- 2004: Tripper (The Leaf Label, Rumraket)
- 2006: One-Sided LP (Vinyl; Burnt Toast Vinyl)
- 2007: Under Giant Trees (The Leaf Label, Rumraket)
- 2007: Parades (The Leaf Label, Rumraket)
- 2009: Performing Parades (Live; The Leaf Label, Rumraket)
- 2010: Magic Chairs (4AD, Rumraket)
- 2012: Piramida (4AD, Rumraket)
- 2013: The Piramida Concert (Live w/Copenhagen Phil, 4AD, Rumraket)
- 2016: Leaves: The Colour of Falling (Tambourhinoceros)
- 2019: Altid Sammen (Rumraket, 4AD)
- 2021: Windflowers (City Slang)
- 2024: Things We Have in Common (City Slang)